# Karl Friedrich Freiherr von Schorlemer

Karl Friedrich von Schorlemer

Karl Friedrich Freiherr von Schorlemer (* 23. März 1886 in Rödelheim; † 27. September 1936 in Wissen) war ein deutscher Gutsbesitzer, Jurist und Politiker (DNVP).

## Leben und Wirken
Karl Friedrich Freiherr von Schorlemer wurde 1896 als Sohn einer katholischen Gutsbesitzerfamilie Rudolf Freiherr von Schorlemer und Maria von Stumpf-Brentano (1853–1932) geboren. Er besuchte die Rektoratschule in Wissen sowie Gymnasien in Feldkirch (Stella Matutina) und Bedburg. Anschließend studierte er Rechtswissenschaften an den Universitäten Lausanne, Münster, Bonn, München und Göttingen. Während seines Studiums leistete Schorlemer Militärdienst beim 2. Westfälischen Feldartillerie-Regiment Nr. 22 der Preußischen Armee in Münster. 1913 wurde er Gerichtsreferendar in Wiehl.
Von 1914 bis 1918 nahm Schorlemer als Angehöriger seines alten Regiments am Ersten Weltkrieg teil. Im Krieg wurde Schorlemer mit dem Eisernen Kreuz beider Klassen ausgezeichnet, zum Oberleutnant befördert und von 1917 bis 1918 mit dem Kommando über die 5. Batterie seines Regiments betraut. 
Nach dem Krieg übernahm Schorlemer die Bewirtschaftung des Gutes seiner Eltern bei Volperhausen. Außerdem begann er sich nun verstärkt politisch zu engagieren. Er trat in die 1919 gegründete Deutschnationale Volkspartei (DNVP) ein, amtierte von 1920 bis 1927 als Ehrenbürgermeister von Morsbach (Oberbergischer Kreis) und wurde bei den Reichstagswahlen vom November 1932 als Kandidat der DNVP für den Wahlkreis 20 (Köln-Aachen) ins Parlament der Weimarer Republik gewählt. Bei den Wahlen vom März 1933 wurde Schorlemers Mandat bestätigt. Im selben Monat stimmte er zusammen mit den übrigen Abgeordneten der DNVP-Fraktion für das Ermächtigungsgesetz, das der Regierung Hitler die Befugnis übertrug, Gesetze zukünftig unabhängig vom Reichstag beschließen zu können (Zusammenlegung von Exekutive und Legislative). Nach der Auflösung der DNVP im Sommer 1933 kandidierte Schorlemer für die NSDAP bei der Reichstagswahl am 12. November 1933 und gehörte dem nationalsozialistischen Reichstag noch bis zu seinem Tod 1936 als „Gast“ der NSDAP-Fraktion an.
Daneben war Schorlemer seit 1930 Beigeordneter. Außerdem war er Direktor der Lokalabteilung Waldbröl.